# Ossobuco

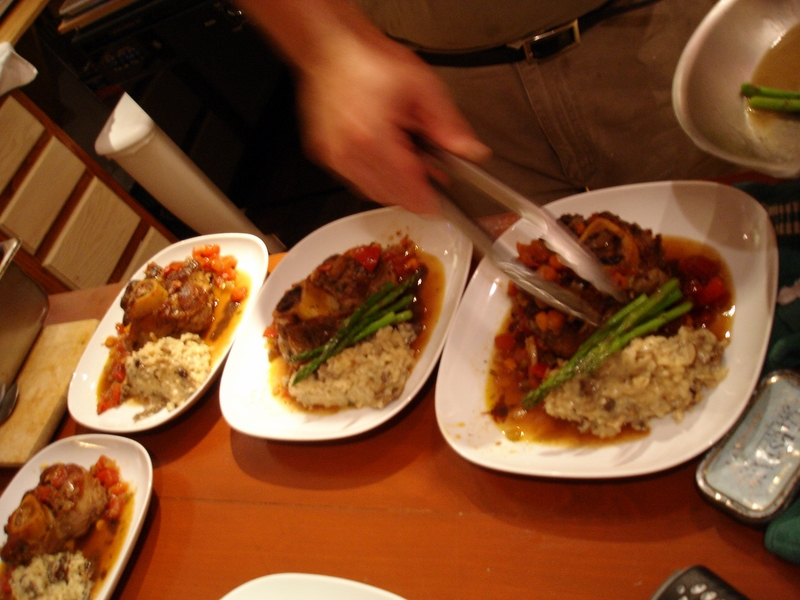
Ossobuco med tryffelrisotto

Ossobuco, osso buco (italienska: "ben med hål i", osso: ben, buco: hål) eller ossobuco alla milanese är en traditionell italiensk gryträtt från Milano. Den består av kalvlägg i skivor (med ben och märgen kvar i benet och märgen ska ätas tillsammans med köttet) som bräseras tillsammans med grönsaker, kryddor och vitt vin. Rätten serveras ofta med gremolata och risotto.

## Källhänvisningar
1. 1 2  Swahn, Jan-Öyvind: "ossobuco". NE.se. Läst 4 december 2014.
2. ↑  Kokkonsten av Anne Willan, 2000, ISBN 91-34-51079-6